# GSTK1
GSTK1 (англ. Glutathione S-transferase kappa 1) – білок, який кодується однойменним геном, розташованим у людей на короткому плечі 7-ї хромосоми. Довжина поліпептидного ланцюга білка становить 226 амінокислот, а молекулярна маса — 25 497.
| 10         |  | 20         |  | 30         |  | 40         |  | 50         |
| ---------- |  | ---------- |  | ---------- |  | ---------- |  | ---------- |
| MGPLPRTVEL |  | FYDVLSPYSW |  | LGFEILCRYQ |  | NIWNINLQLR |  | PSLITGIMKD |
| SGNKPPGLLP |  | RKGLYMANDL |  | KLLRHHLQIP |  | IHFPKDFLSV |  | MLEKGSLSAM |
| RFLTAVNLEH |  | PEMLEKASRE |  | LWMRVWSRNE |  | DITEPQSILA |  | AAEKAGMSAE |
| QAQGLLEKIA |  | TPKVKNQLKE |  | TTEAACRYGA |  | FGLPITVAHV |  | DGQTHMLFGS |
| DRMELLAHLL |  | GEKWMGPIPP |  | AVNARL     |  |            |  |            |

A: Аланін

C: Цистеїн

D: Аспарагінова кислота

E: Глутамінова кислота

F: Фенілаланін

G: Гліцин

H: Гістидин

I: Ізолейцин

K: Лізин

L: Лейцин

M: Метіонін

N: Аспарагін

P: Пролін

Q: Глутамін

R: Аргінін

S: Серин

T: Треонін

V: Валін

W: Триптофан

Кодований геном білок за функцією належить до трансфераз. 
Задіяний у таких біологічних процесах, як ацетилювання, альтернативний сплайсинг. 
Локалізований у пероксисомах.